# 欧洲大叶杨
欧洲大叶杨（学名：Populus candicans）是杨柳科杨属的植物。分布于大洋 洲、欧洲、亚洲、美洲以及中国大陆的新疆等地，生长于海拔480米至1,700米的地区，目前已由人工引种栽培。